# 중의성

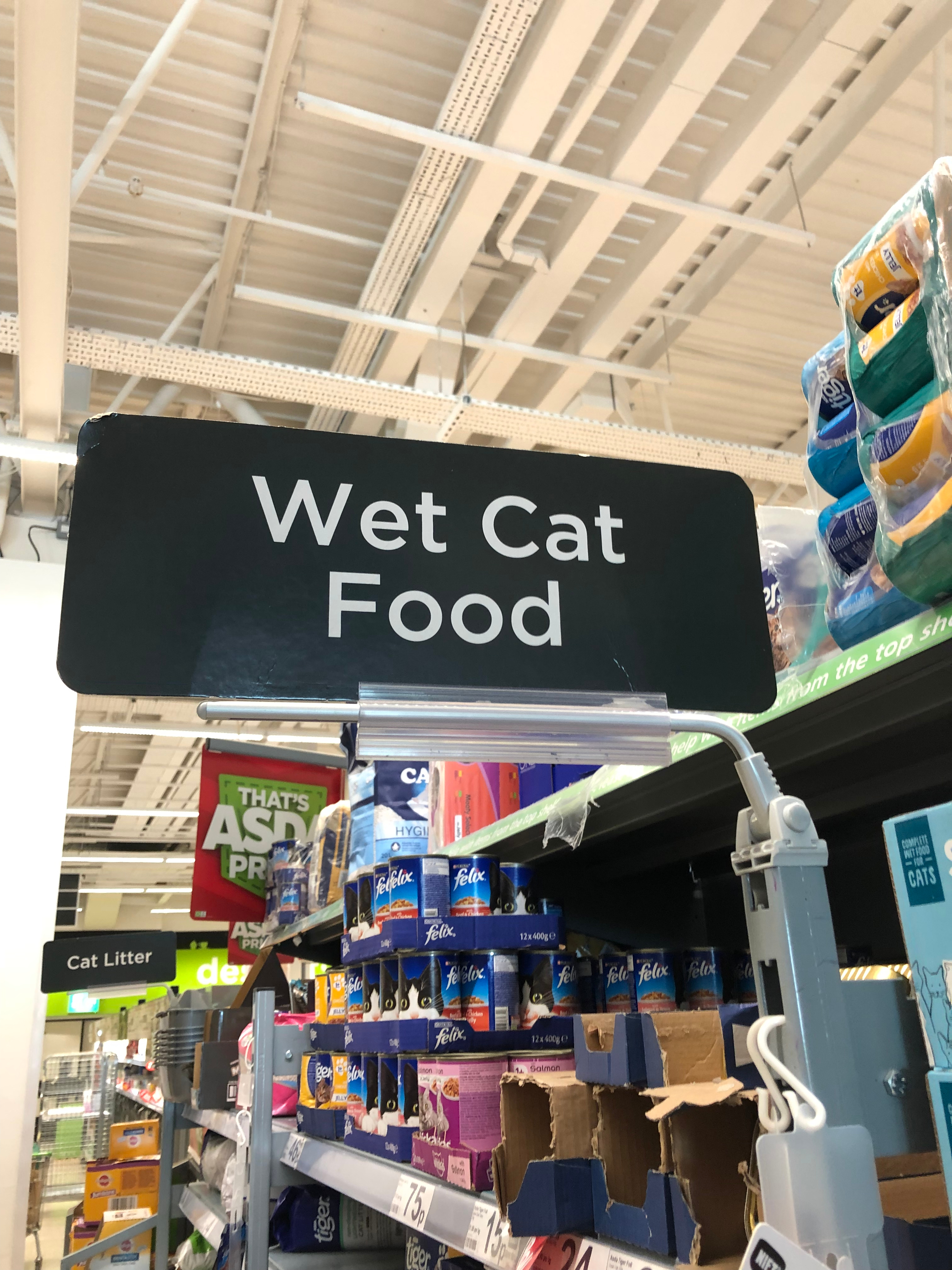
"젖은 고양이 음식"이라는 문구. 음식이 젖은 것인지, 고양이가 젖은 것인지 모호하다.

중의성(重義性, ambiguity) 또는 애매성(曖昧性)은 하나의 언어 표현이 둘 이상으로 해석되는 특성 또는 현상이다. 어떤 요인이 중의성을 만들어내느냐에 따라 어휘적 중의성, 구조적 중의성, 작용역 중의성, 화용적 중의성 등으로 구분한다. 중의적 표현이 쓰여 중의적으로 해석되는 문장을 중의문(ambiguous sentence)이라고 한다.

## 어휘적 중의성
어휘적 중의성(語彙的重義性, lexical ambiguity)은 문장에 쓰인 단어가 둘 이상의 뜻을 지녔기 때문에 유발되는 중의성이다. 어휘적 중의성은 동음이의어와 다의어에 의하여 유발된다. 동사가 동작의 의미와 동작의 결과로 나타난 상태의 의미를 모두 지니는 경우에도 중의성이 유발된다. 이러한 중의성은 ‘감다, 달다, 매다, 쓰다, 얹다, 입다, 짚다, 타다’ 등 접촉성 동사(contact verb)에서 유발된다.
똑같은 단어가 서로 다른 뜻으로 쓰인 두 문장을 한 문장으로 결합하는 액어법(軛語法, zeugma)과 비슷한 효과가 어휘적 중의성에 의하여 발생하기도 한다.
수어에도 중의성이 존재한다. 가령 한국 수어 단어 [자결]은 ‘자살하다’와 ‘스스로 결정하다’를, [사의]는 ‘감사’와 ‘사과’를 의미하는 다의어이므로, 이러한 단어가 사용된 문장이 중의성을 띨 수 있다.

## 구조적 중의성
구조적 중의성(構造的重義性, structural ambiguity)은 문장의 구조가 둘 이상으로 해석되기 때문에 유발되는 중의성이다. 생성문법의 관점에서 문장의 표면 구조를 심층 구조로 분석하여 나무 그림을 그림으로써 둘 이상의 문장 구조를 알 수 있다. 피수식어에 대한 수식어의 범위나 논항의 범위에 의하여 구조적 중의성이 유발되며, 비교 구문이나 관계 관형사절에서도 구조적 중의성이 발생한다. 가령, 촘스키가 창안한 문장 “Flying planes can be dangerous.”에서, Flying이 동사라면 ‘비행기를 날리는 것’으로 해석되고, 형용사라면 ‘날아가는 비행기’로 해석된다. 대칭 동사 구문에서는 접속조사가 명사구를 접속하는지 문장을 접속하는지에 따라 중의성이 유발된다. 관형사절에 대해서는 단어의 내포적 의미(connotative meaning)에 의하여 중의성이 유발되기도 한다.

## 작용역 중의성
작용역 중의성(作用域重義性, scope ambiguity) 또는 영향권 중의성(影響圈重義性)은 어떤 단어가 영향을 미치는 범위, 즉 작용역이 둘 이상이기 때문에 유발되는 중의성이다. 양화사, 부정 표현 등에 의하여 작용역 중의성이 유발된다. 양화사와 부정 표현이 함께 쓰여도 작용역 중의성이 유발된다.

## 화용적 중의성
발화 의도에 따라 유발되는 중의성을 화용적 중의성(話用的重義性, pragmatic ambiguity)이라고 한다. 화자와 청자의 관계 등 다양한 맥락 요인에 의하여 해석이 달라지게 된다.

## 중의성의 해소
중의적인 표현이 실제로 사용될 때는 중의성이 여러 이유에 의하여 해소되기 때문에, 실제 문장의 해석에 어려움을 겪는 경우는 많지 않다.
먼저, 언어적 맥락에 의하여 중의성이 해소된다. 즉, 어떤 어휘가 공기하는 서술어의 선택 제약(選擇制約, selectional restriction)의 작용으로 중의성이 해소된다. 또한 대화 참여자의 세상 지식에 의하여 중의성이 해소된다. 상황 맥락에 대한 언중의 스키마가 작용하는 것이다.
구어에서는 억양과 강세, 휴지 등 초분절음에 따라 중의성이 해소된다. 이에 대응하는 문어에서는 특정한 단어를 초점화함으로써 중의성을 해소할 수 있다.

## 중의성과 모호성
중의성과 모호성은 모두 의미를 둘 이상으로 해석할 수 있다는 공통점이 있지만, 해석 가능한 의미의 수가 확정적인 중의성과 달리 모호성은 불확정적이다. 즉, 중의성은 하나의 기호가 가리키는 의미들이 각각 분명한 해석을 지니고 있다는 점에서 모호성과 구별된다.
어떤 표현이 중의적 표현인지 모호한 표현인지 구별하려면 대용(anaphora) 표현을 이용한 검사를 적용할 수 있다. 선행절의 해석이 고정되었을 때 후행절도 그렇게 해석되면 중의적 표현이지만, 모호한 표현은 선행절의 해석이 고정되어도 후행절의 해석이 고정되지 않는다. 또 액어법 테스트는 액어법이 쓰인 문장에서 서로 다른 단어를 동일한 통사 구조로 구속하는 한 단어를 평행하게 해석할 수 없다면 그 단어는 중의성을 띤다는 점을 이용한 중의성 검사이다.
반면, 중의성과 모호성은 독자나 청자가 글의 의미를 해석할 때 글이 지닌 복합적인 의미 때문에 어려움을 겪는다는 점에서 공통되므로, 굳이 구분할 필요가 없다고 보기도 한다.

## 중의적 표현의 사용
중의성을 띤 문장은 의사소통의 오해나 혼선을 야기한다는 문제가 있지만, 표현의 경제성이나 효율성 등을 고려하여 의도적으로 중의적인 표현을 사용하기도 한다. 가령 “날은 더워 죽겠는데 남친은 차가 없네”는 단어의 중의성을 이용한 광고 문구였으나, “사회의 남성상을 오도한다.”라는 평가를 받고 논란을 일으켰다. 또 제네바 합의에 포함된 “The DPRK will engage in North-South dialogue, as this agreed framework will help create an atmosphere that promotes such a dialogue.”는 접속사 ‘as’가 ‘~ 때문에’로도 해석되고 ‘~함에 따라’로도 해석됨으로써 중의성이 유발되었다. 대한민국은 전자로 해석하고 조선민주주의인민공화국은 후자로 해석하면서 양측의 입장이 엇갈렸다.
법조문에서 중의성이 문제가 되기도 한다. 아래의 법조문에서 ‘자기의 소유에 속하는’은 ‘제166조’만을 수식할 수도 있고 ‘제166조 또는 제167조’를 수식할 수도 있다.
- 과실로 인하여 자기의 소유에 속하는 제166조 또는 제167조에 기재한 물건을 소훼하여 공공의 위험을 발생하게 한 자도 전항의 형과 같다. (대한민국 형법 제170조 제2항)

## 참고 문헌
- 구본관;  외. (2016). 《한국어 문법 총론》 II. 경기: 집문당.
- 민현식 외(2019), 《국어 의미 교육론》.
- 윤병천·김칠관(2019), 《한국수화언어학입문》. (미간행자료)
- 윤평현(2008), 《국어의미론》.
- 이해윤(2020), 《법언어학의 이해》.

## 같이 보기
- 준말
- 버즈워드
- 결정 문제
- 이산수학
- 오류 (논리학)
- 오류론
- 자기언급
- 불확실성